# Dreikönigenhaus (Krefeld)

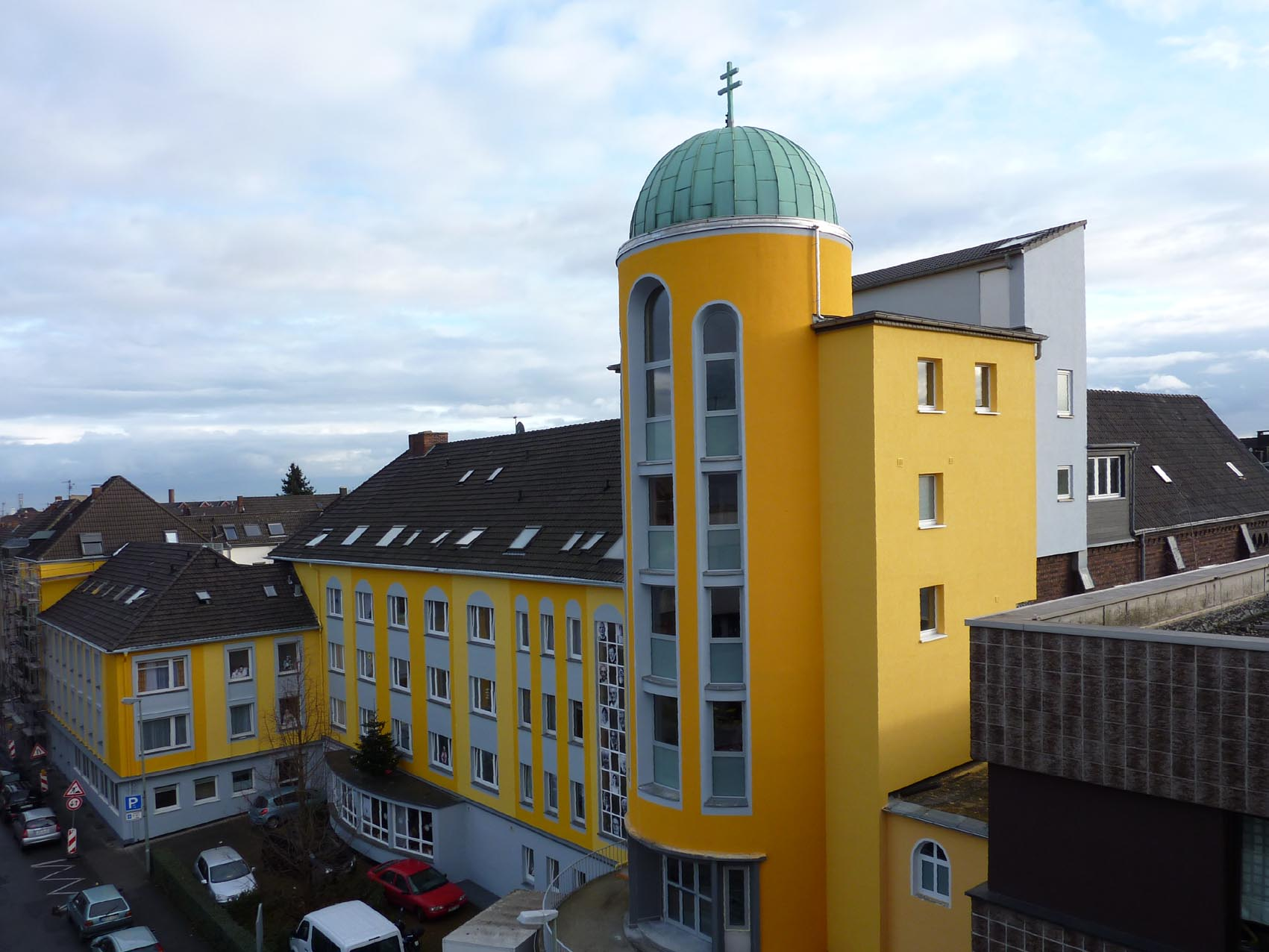
Dreikönigenhaus Krefeld

Das Dreikönigenhaus in Krefeld ist das Gemeindezentrum der alt-katholischen Pfarrei Erscheinung Christi.
Die Errichtung des Dreikönigenhauses begann mit dem Bau der Christuskirche und einem Pfarrheim im Jahr 1894. Nach der Zerstörung weiter Teile der Krefelder Innenstadt im Zweiten Weltkrieg erbaute die altkatholische Gemeinde auf den Grundstücken neben der Pfarrkirche an der Dreikönigenstraße von 1957 bis 1959 den ersten Hauptflügel des Zentrums.
Hier sollte ein Konzept verwirklicht werden, das es so vorher in Deutschland noch nicht gegeben hatte. In ökumenischer Zusammenarbeit entstand eine Kombination von Kirche, Gemeindesaal, Alten- und Pflegeheim, der ersten Seniorentagesstätte in der Bundesrepublik (unter dem Trägerverein Krefelder Familienhilfe) und einer Diakoniestation zur ambulanten Betreuung alter und kranker Menschen in der Innenstadt.
Das Gemeindezentrum wurde in den Jahren 1989 und 1999 durch einen zweiten Hauptflügel an der Luisenstraße sowie 2006 durch einen dritten Flügel am Ostwall erheblich erweitert. Die Christuskirche wurde nach einer grundlegenden architektonischen Umgestaltung am Dreikönigstag 1997 neu eingeweiht und trägt seitdem den Namen Erscheinung Christi.
Die besondere ökumenische Orientierung zeigte sich unter anderem darin, dass 1995 bis 2016 im Gemeindezentren ein protestantisches Seniorenheim in Trägerschaft des evangelischen Neukirchener Erziehungsvereins betrieben wurde. Nach dessen Verlegung im Jahr 2016 in einen Krefelder Vorort gibt es hier seit 2017 zahlreiche Angebote der Diakonie Krefeld & Viersen im Beratungs- und Betreuungsbereich für Menschen aller Generationen. So befindet sich beispielsweise die Beratungsstelle für Paar-, Erziehungs- und Lebensberatung, die Schuldnerberatung, das Ambulant Betreute Wohnen und die Geschäftsstelle der Diakonie Krefeld & Viersen in den Räumlichkeiten des Dreikönigenhauses. In einem Anbau befindet sich das Max-Peltner-Haus, eine stationäre Einrichtung für Haftentlassene.